# Transmission (festival)
Transmission Festival (známý také pouze jako Transmission) je velký halový festival elektronické taneční hudby, konkrétně trance a některých jeho subžánrů. Festival se poprvé konal v roce 2006 v Praze v tehdejší T-Mobile Areně (dnes Tipsport arena). V roce 2007 se místem konání pražské Transmission stala dnešní O2 arena (tehdy Sazka Arena). Poprvé se festival konal v zahraničí v březnu roku 2014 a to konkrétně v Bratislavě na Slovensku. Mimo území Evropy měl festival premiéru v červenci roku 2016 v Melbourne v Austrálii.
Festival je známý díky propracovaným projekcím a vizualizacím, o které se stará nizozemský tým Vision Impossible, a velkolepé lasershow. Markus Schulz je neoficiálním rezidentním DJem Transmission festivalu a počínaje ročníkem 2008 s podtitulem 'The New World' také pro každé nové téma (vyjma ročníků 2006, 2009, 2019 a 2021) připravuje originální hymnu.

## Transmission a Davisův pohár
Devátá edice festivalu, které měla proběhnout v O2 areně 17. listopadu roku 2012 byla nakonec přesunuta na 19. leden 2013. Důvodem byl fakt, že český tenisový tým vyhrál 16. září 2012 semifinále Davisova poháru v Argentině. Českému tenisovému svazu tak vznikla povinnost hostit finále Davisova poháru v České republice v termínu 16. až 18. listopadu. O2 arena, kde se měla Transmission konat, jako jediné místo v České republice splňovala všechny požadavky stanovené ITF k hostování finále Davis Cupu. Jako kompenzaci uspořádala United Music náhradní akci, která se konala v holešovické Tipsport Areně a vystupovali zde Markus Schulz a KhoMha. Držitelé vstupenek mohli navštívit tuto akci a vstupenka jim pak platila dále i na přesunutou devátou edici festivalu, případně mohli využít další nabízené možnosti kompenzací.

## Použití pyrotechniky
Pořadatelé používají kromě světelné show, laserů a vizualizací na obřích LED obrazovkách k vybudování atmosféry také pyrotechnické efekty. To se změnilo po incidentu v roce 2017, kdy na 18. edici v pražské O2 areně došlo kvůli lidské chybě k záměně za jiný typ raket (Red Comets With Tail), než který byl původně testován (Red Ultra Fast Comets), následkem čeho bylo několik návštěvníků zasaženo jiskrami. Při incidentu nedošlo k vážným zraněním, pořadatelé se ale kvůli zachování bezpečnosti návštěvníků, rozhodli další pyrotechnické efekty nad publikem nepoužívat.

## Galerie

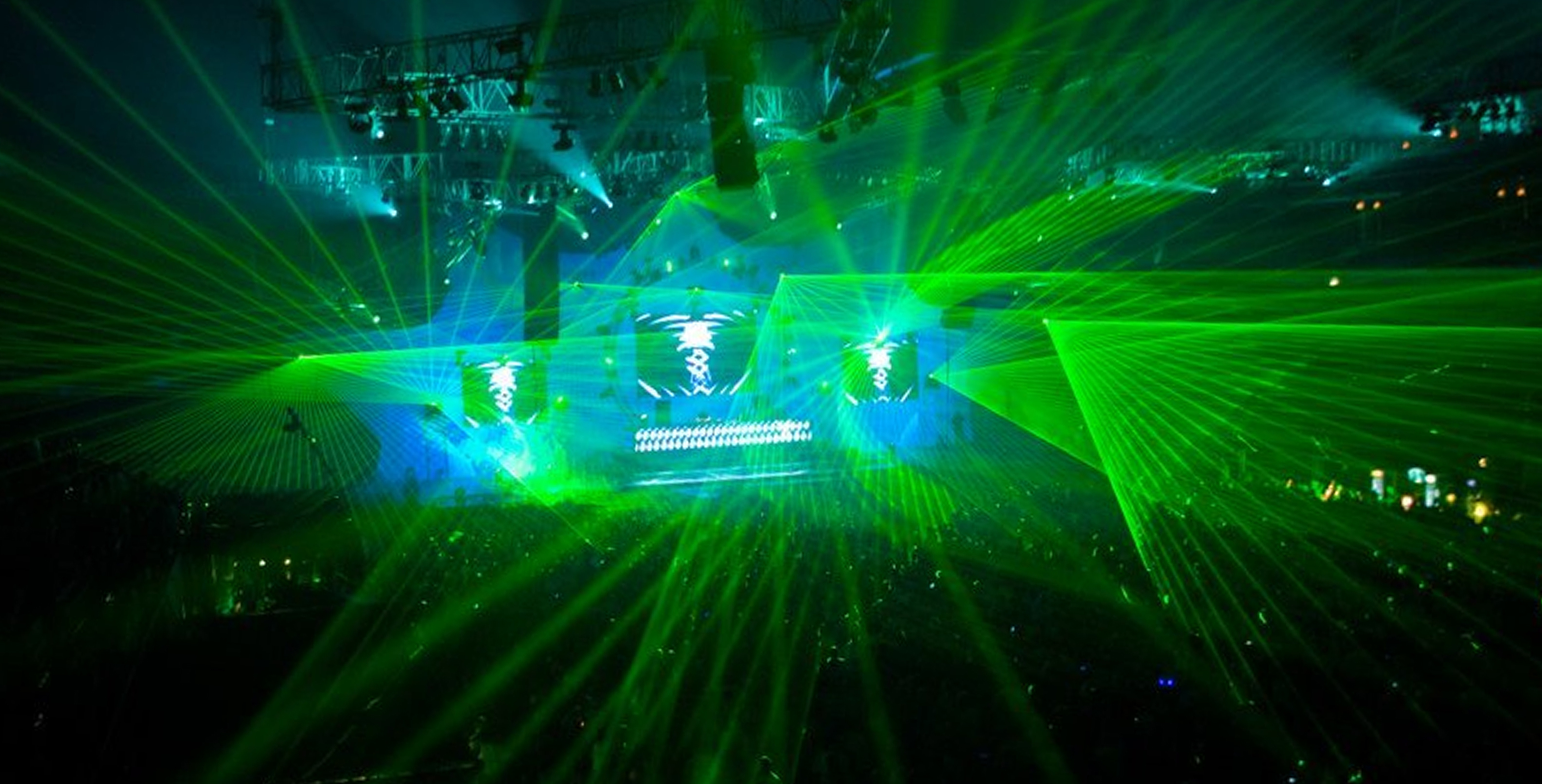
Transmission Praha 2007
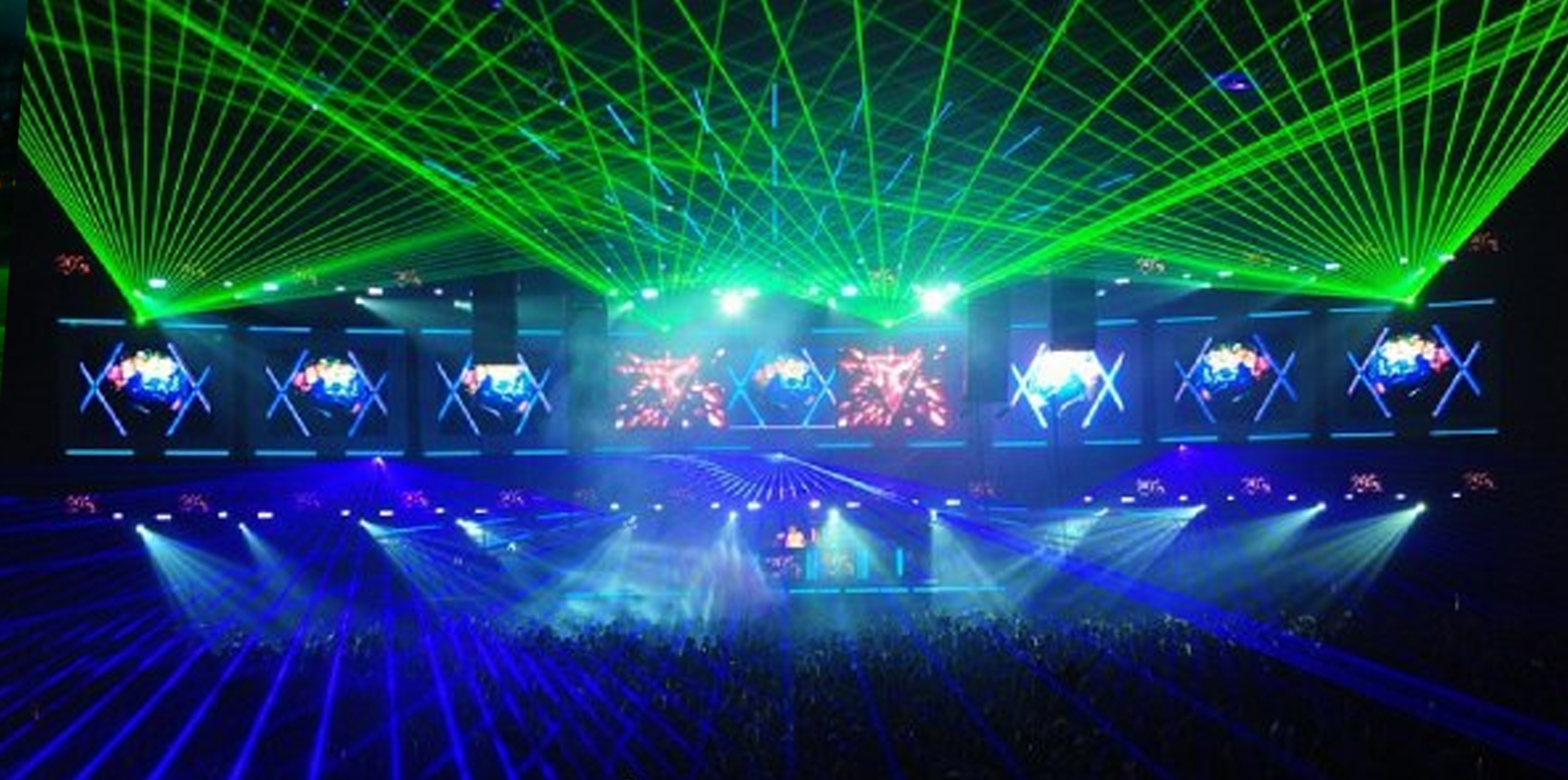
Transmission Praha 2008
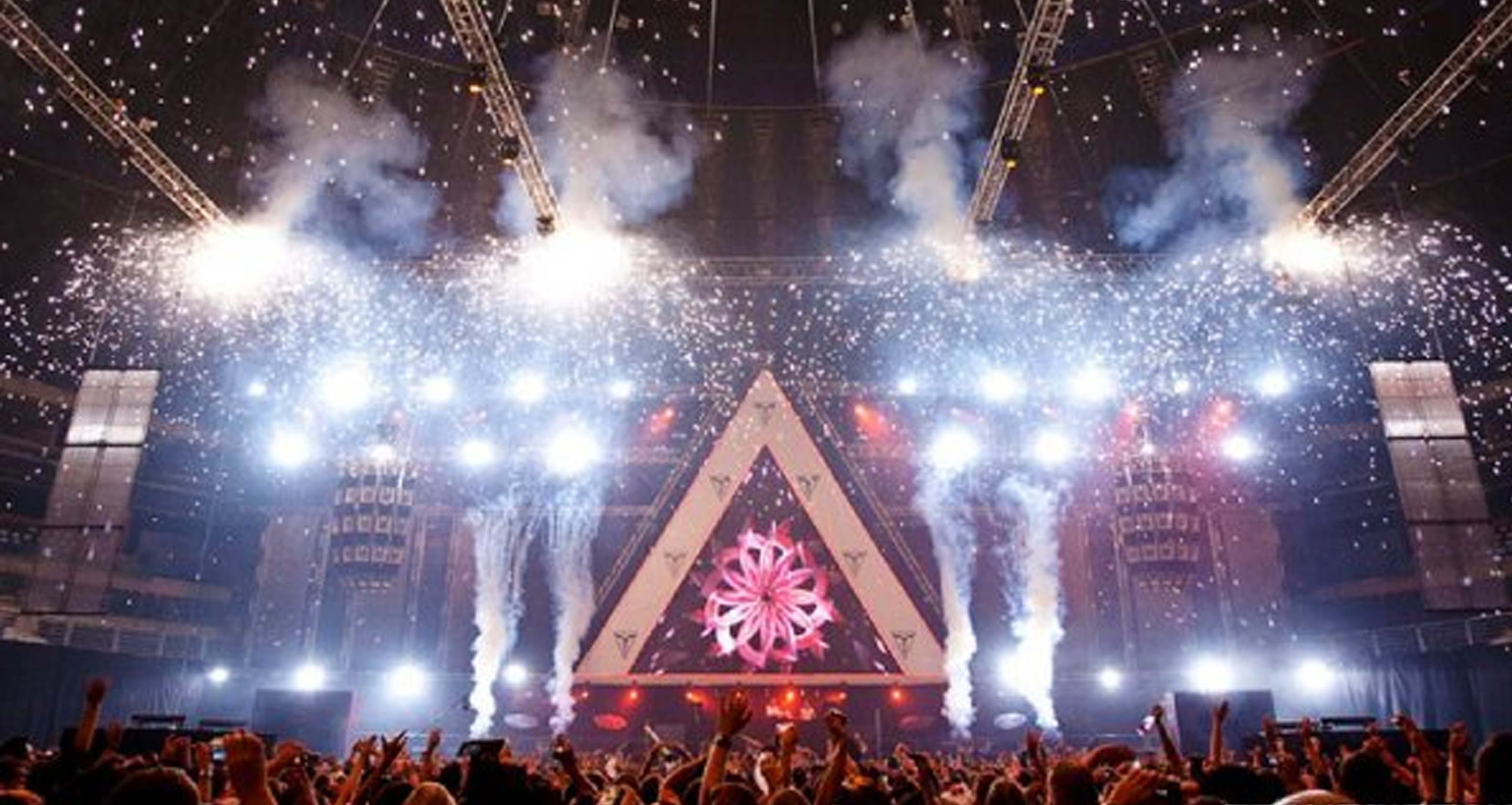
Transmission Praha 2009
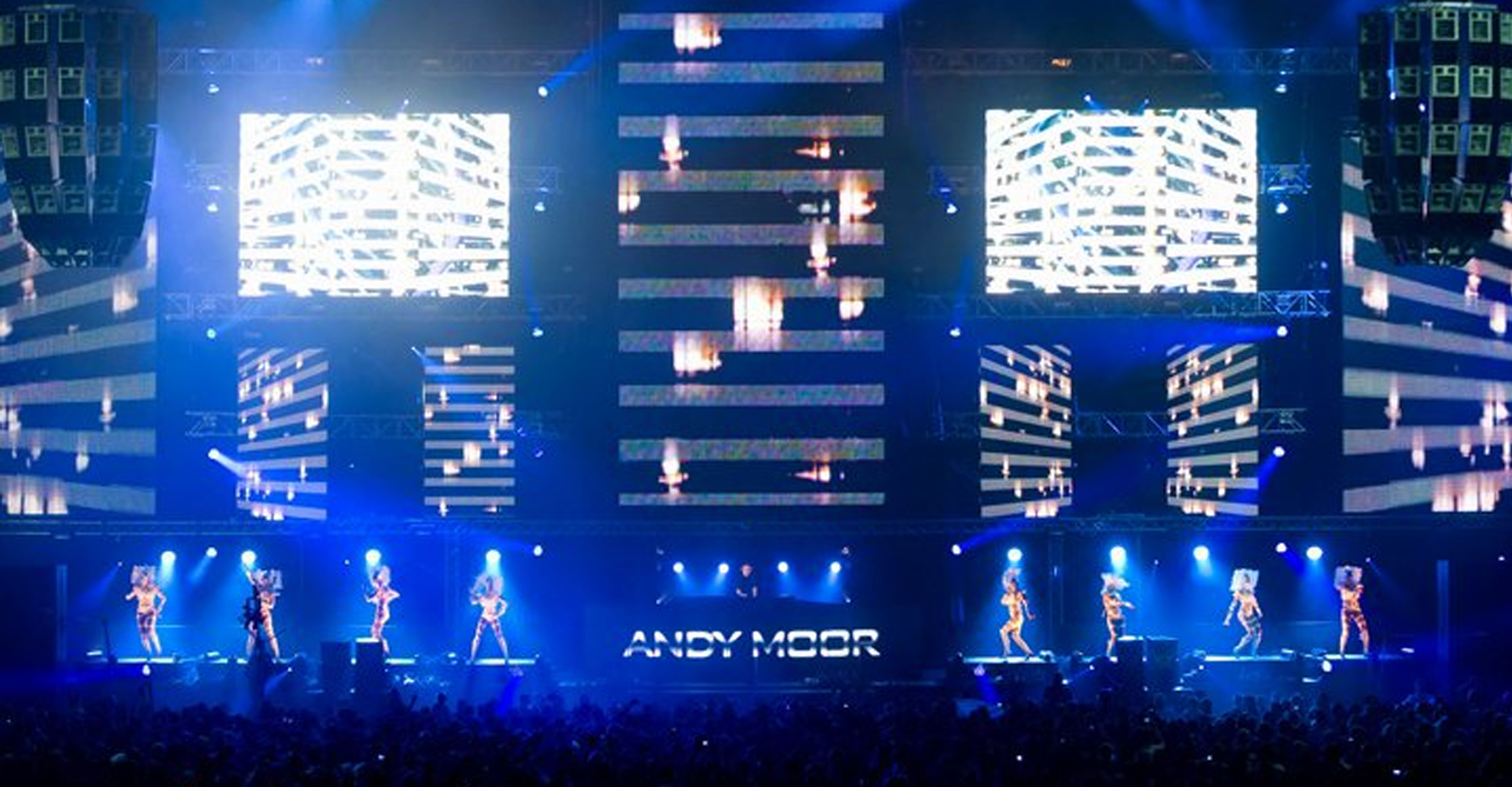
Transmission Praha 2010
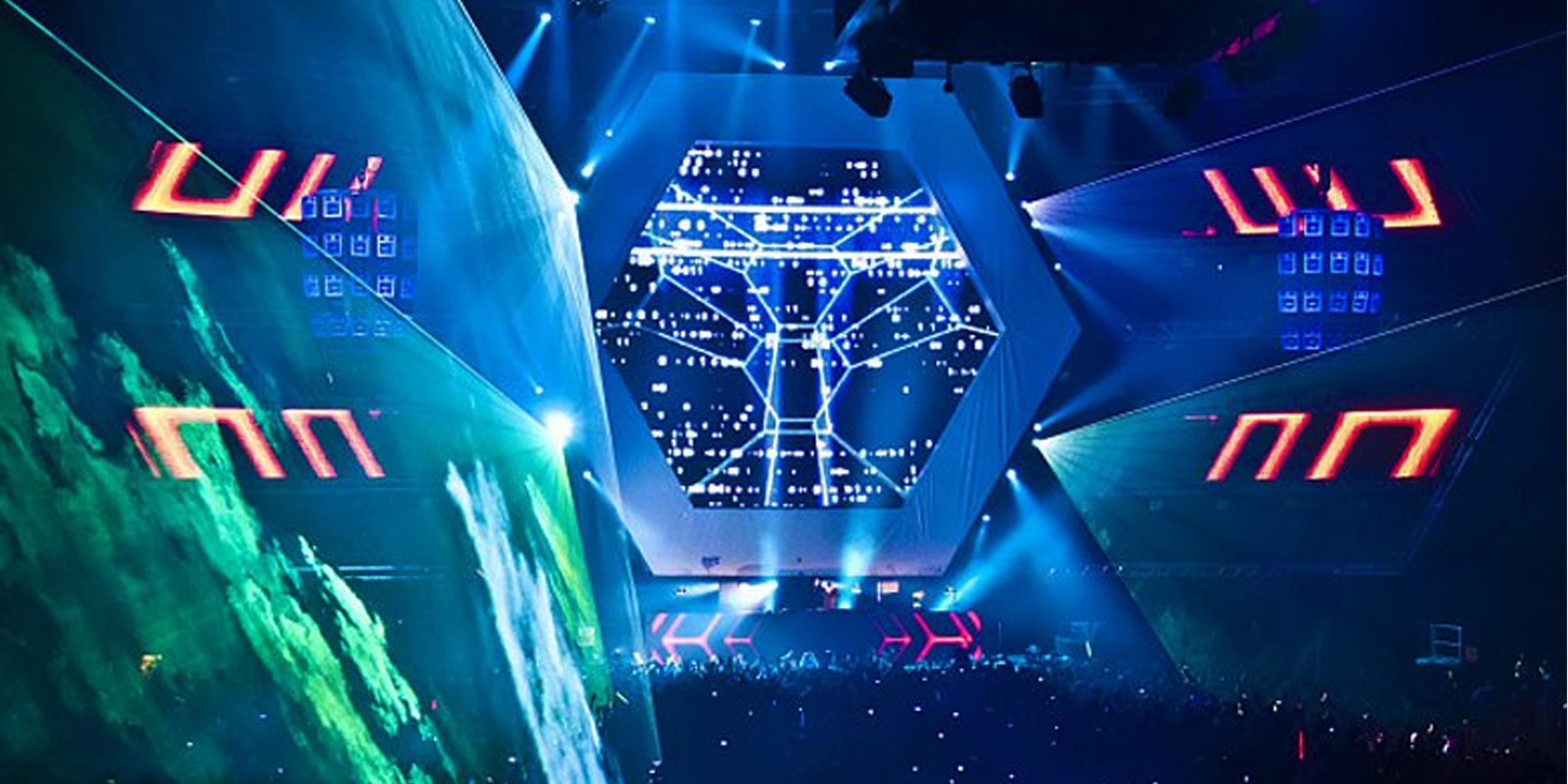
Transmission Praha 2011
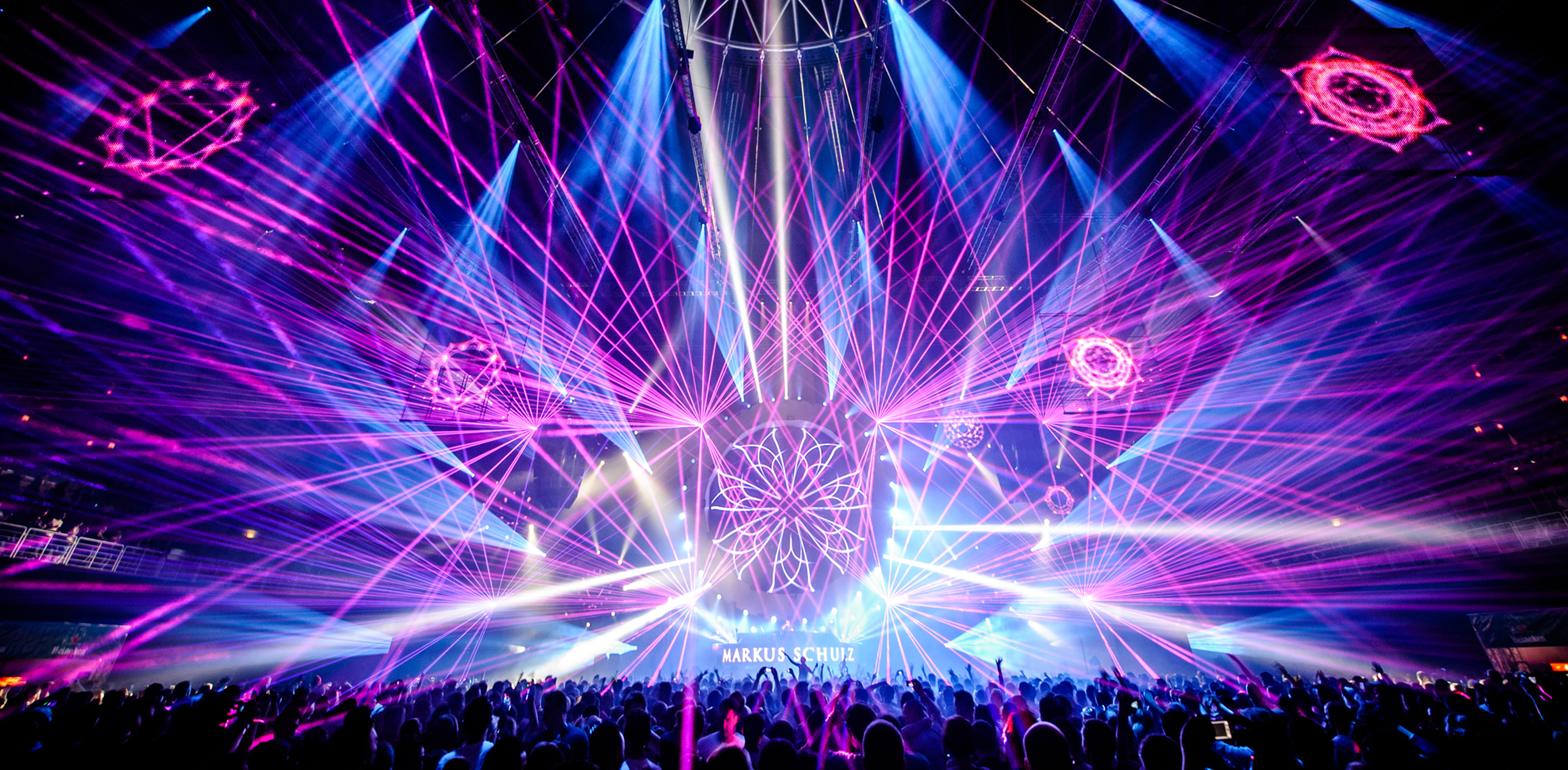
Transmission Praha 2012
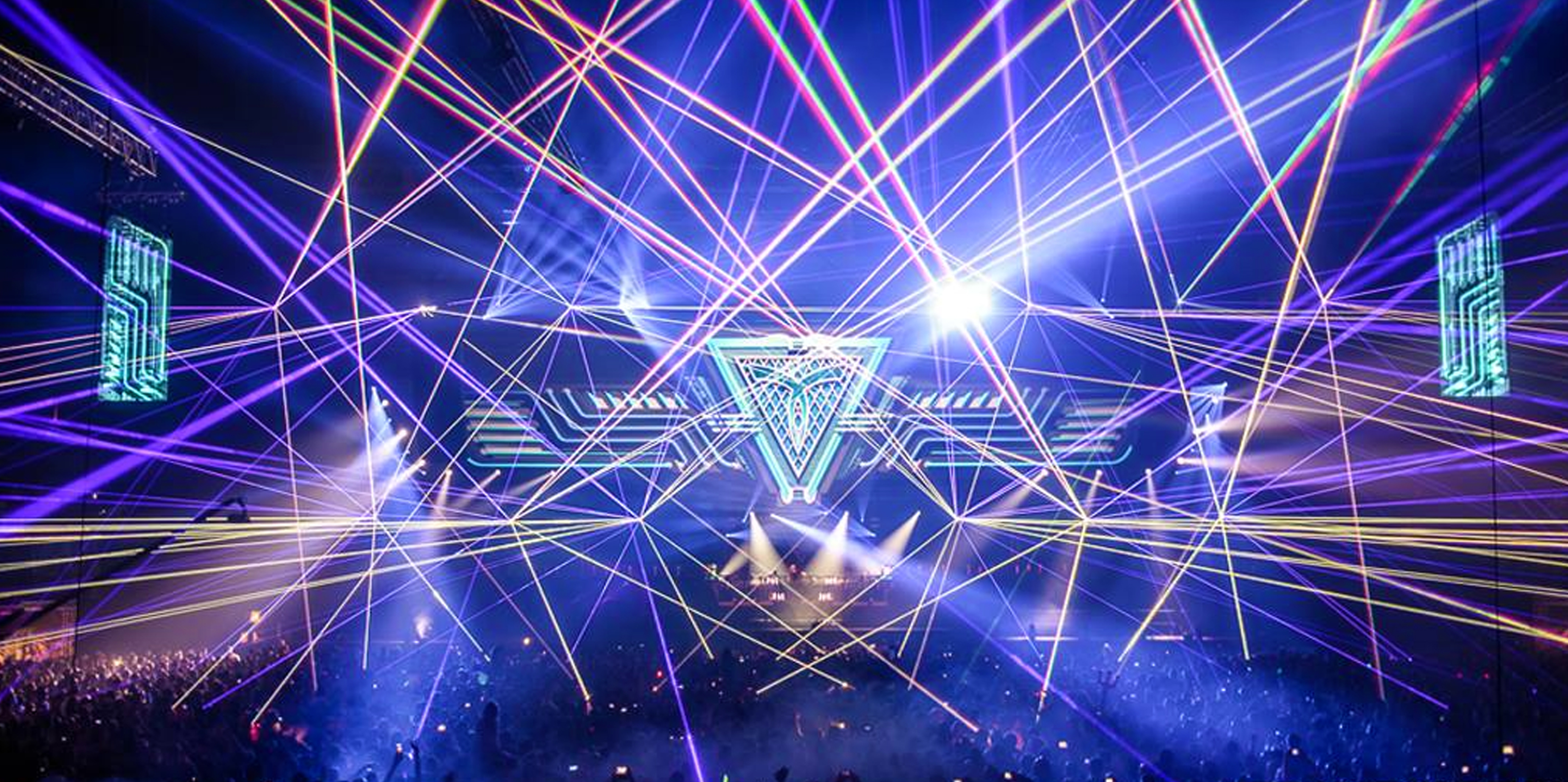
Transmission Praha 2013
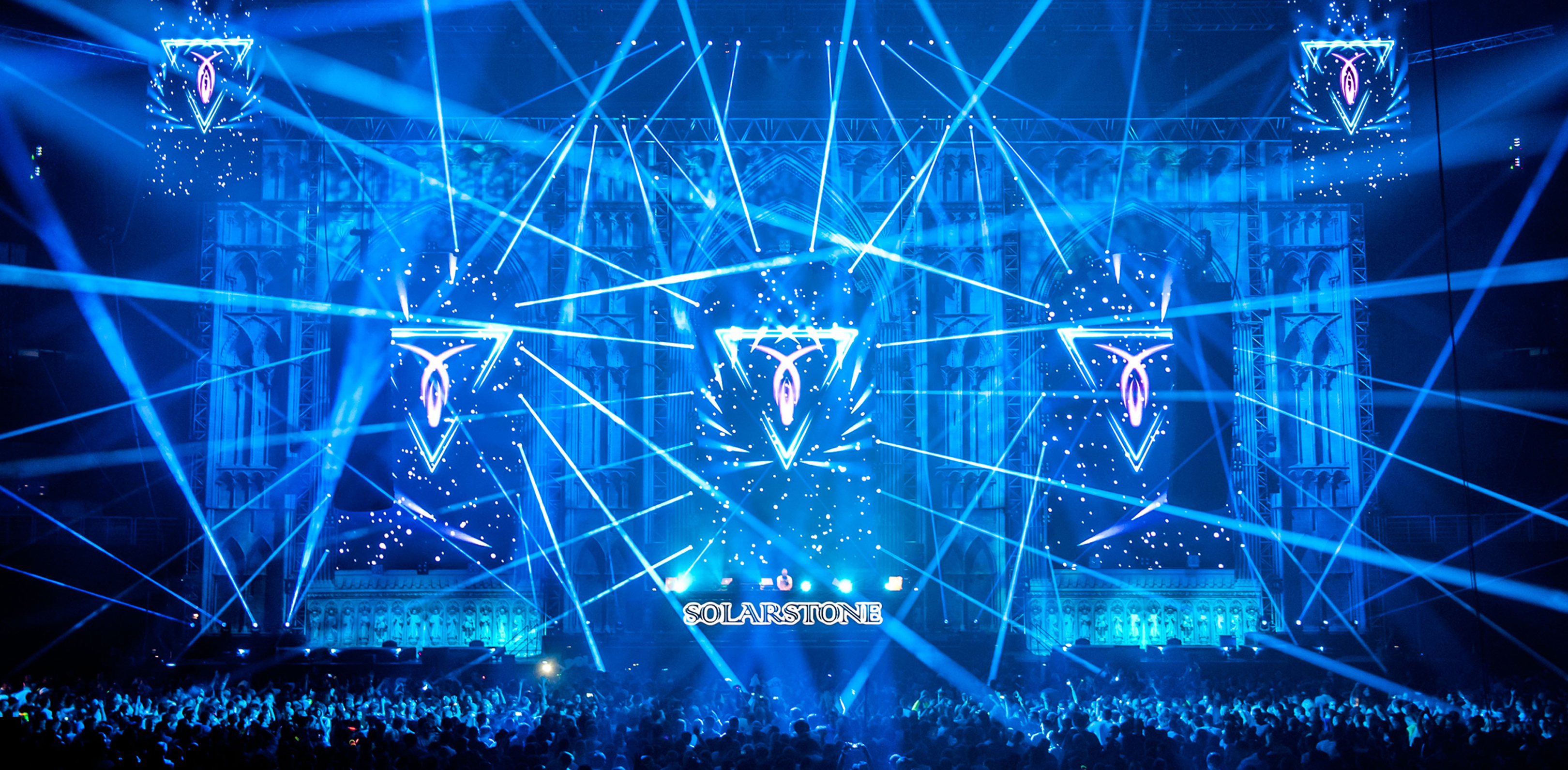
Transmission Praha 2014
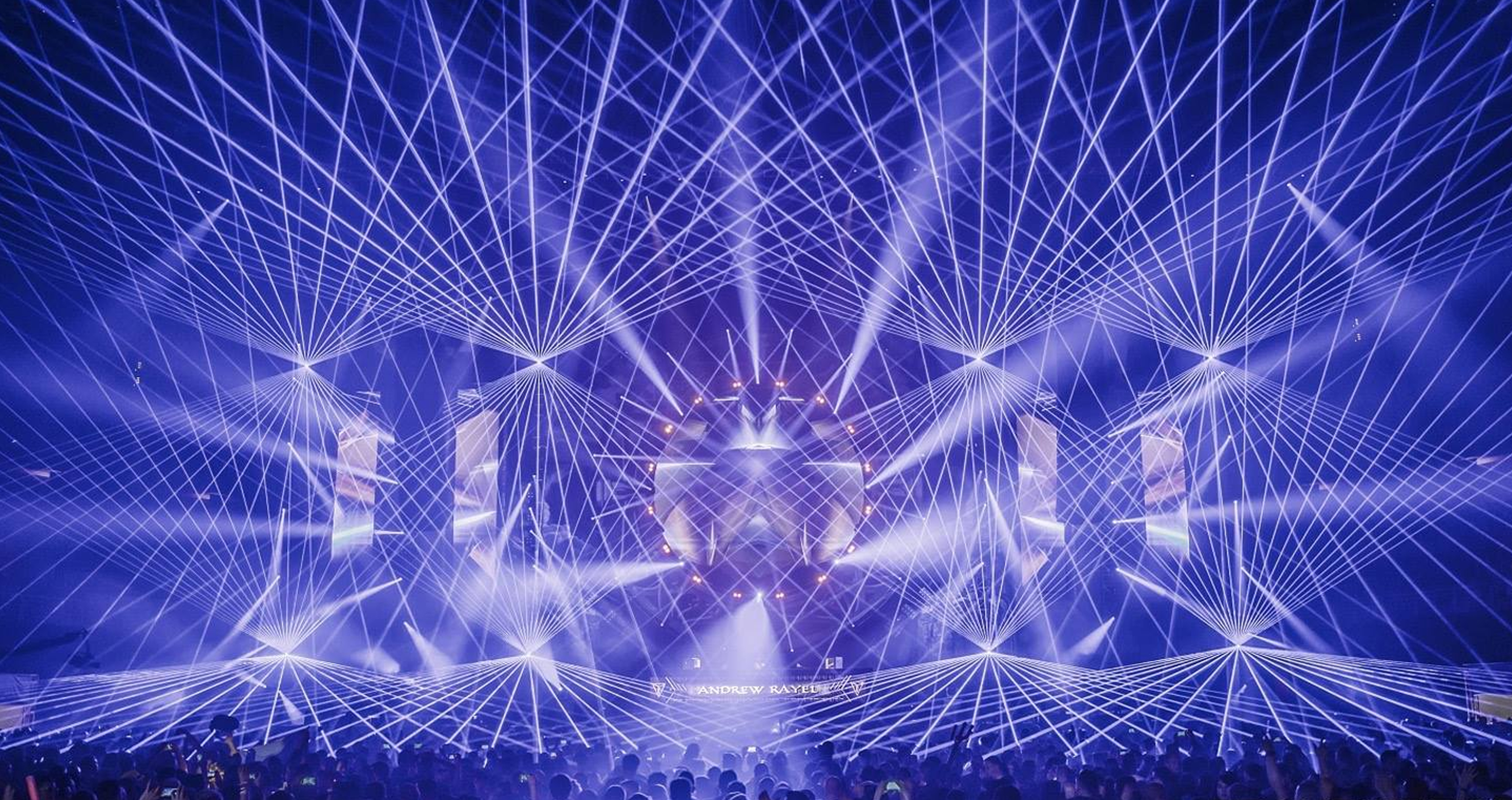
Transmission Praha 2015
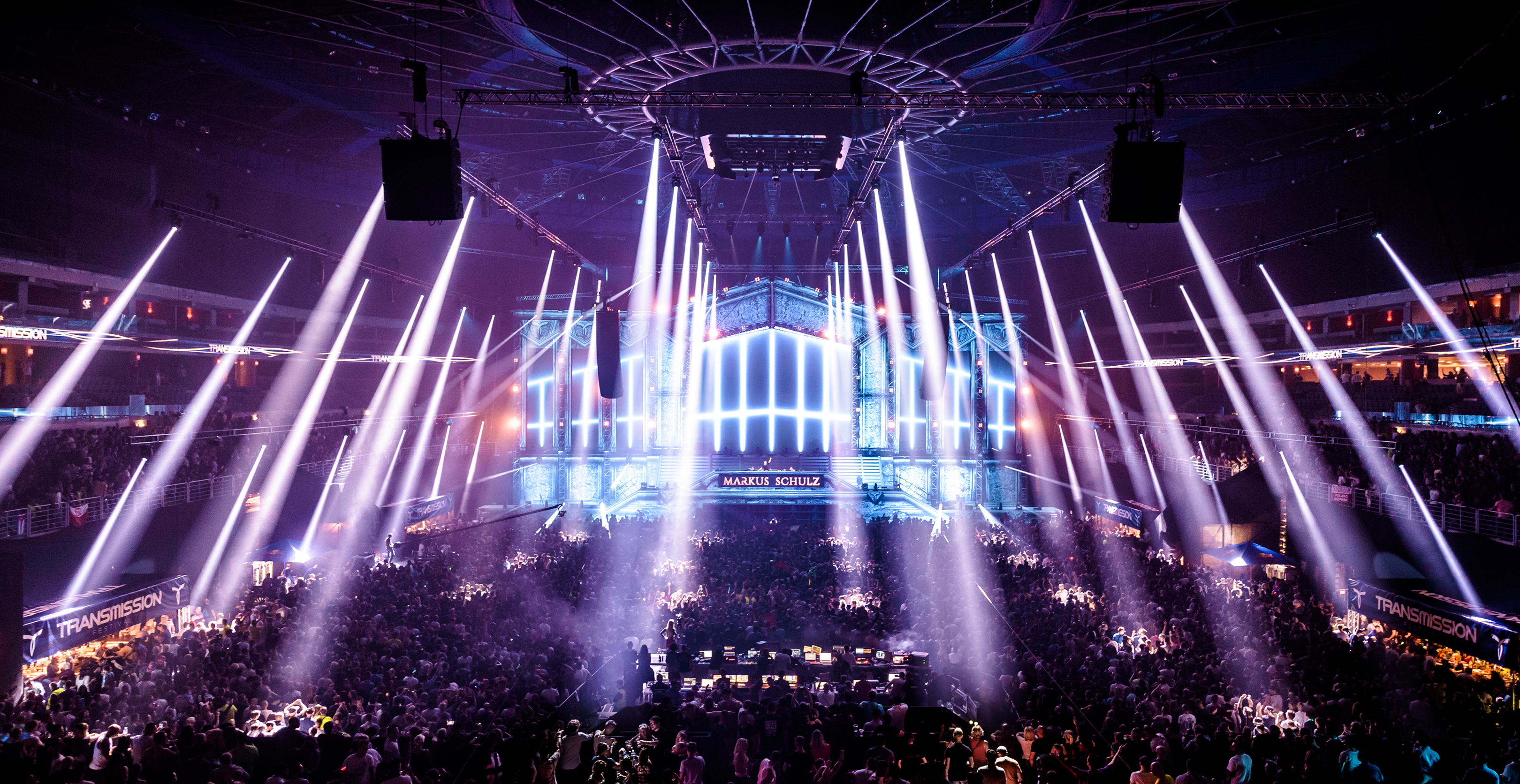
Transmission Praha 2016
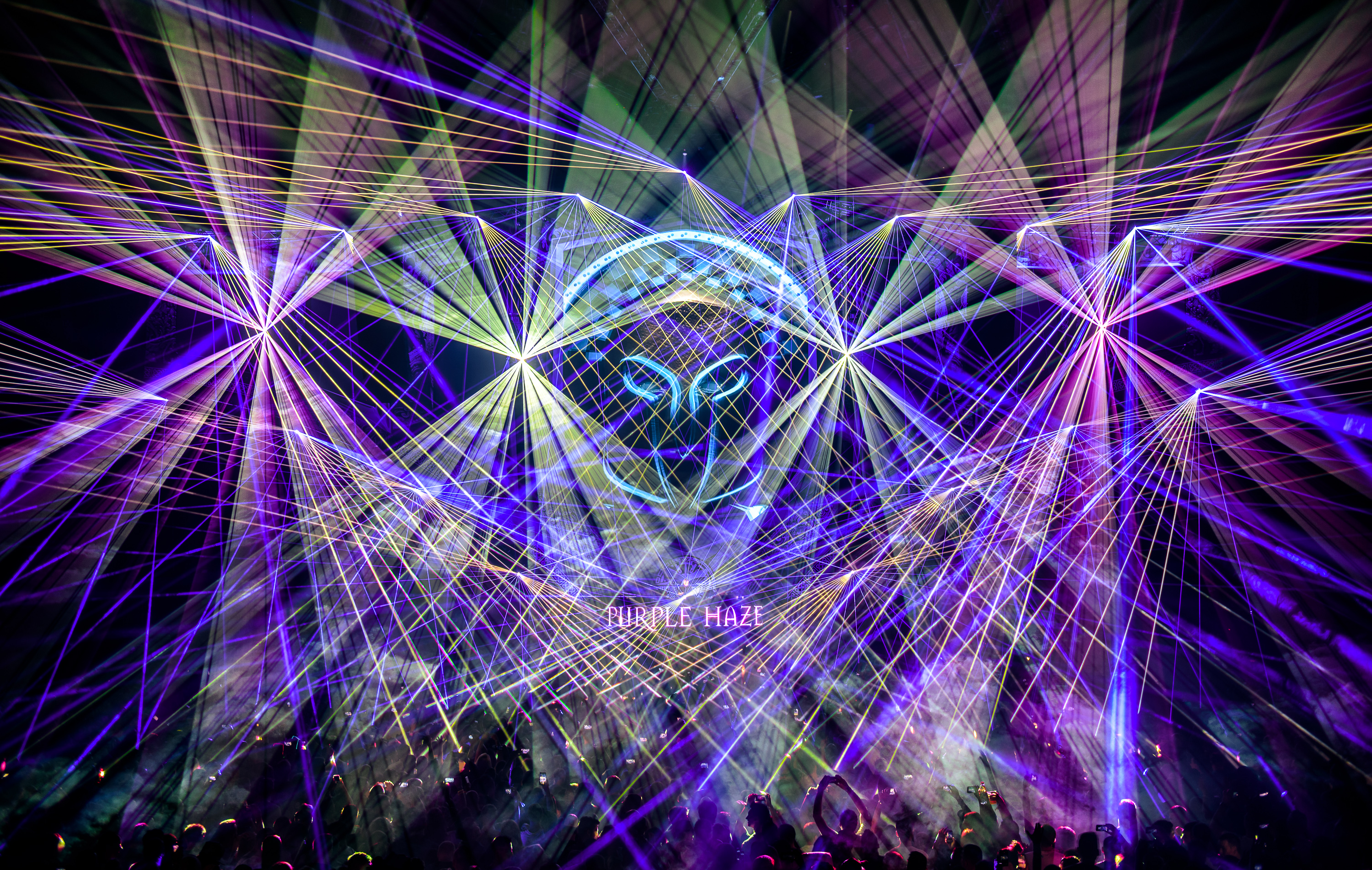
Transmission Praha 2017

## Edice
| Číslo | Rok  | Datum                             | Místo konání                                        | Jméno/téma                    | Hymna                                                  | Line-up |
| ----- | ---- | --------------------------------- | --------------------------------------------------- | ----------------------------- | ------------------------------------------------------ | --- |
| 1     | 2006 | 18. únor                          | T-Mobile Arena (dnes Tipsport arena), Praha,        | Beyond Your Fantasy           | DJ Pacific and Peran van Dijk - Transmission Theme     | Ferry Corsten, M.I.K.E., Quintin, Martin Gredner, Michael C, VJs - Vision Impossible & Metal Rob |
| 2     | 2006 | 20. květen                        | T-Mobile Arena (dnes Tipsport arena), Praha,        | A Different World             | N/A                                                    | Armin van Buuren, Marco V, Markus Schulz, Matthew Dekay, San, VJs - Vision Impossible & Metal Rob |
| 3     | 2006 | 25. listopad                      | T-Mobile Arena (dnes Tipsport arena), Praha,        | Universal Energy              | N/A                                                    | ATB, Blank & Jones, Markus Schulz, M.I.K.E., Ruby, VJs - Vision Impossible |
| 4     | 2007 | 2. listopad                       | Sazka Arena (dnes O2 arena), Praha,                 | Fifth Element                 | N/A                                                    | Above & Beyond, Christopher Lawrence, Ferry Corsten, San & Jan Johnston, Scot Project, VJs - Vision Impossible |
| 5     | 2008 | 8. listopad                       | O2 arena, Praha,                                    | The New World                 | Markus Schulz - The New World                          | Aly & Fila, Ferry Corsten, Giuseppe Ottaviani, Markus Schulz, Michal Poliak, Rank 1, VJs - Vision Impossible |
| 6     | 2009 | 14. listopad                      | O2 arena, Praha,                                    | Ancient Mysteries             | Menno de Jong - Ancient Mysteries                      | Gareth Emery, Giuseppe Ottaviani (Live), Markus Schulz, Menno de Jong, San, Sander van Doorn, VJs - Vision Impossible |
| 7     | 2010 | 6. listopad                       | O2 arena, Praha,                                    | Future Cities                 | Markus Schulz - Future Cities                          | Andy Moor, Boom Jinx, Jaytech, Markus Schulz, Sander van Doorn, Simon Paterson, W&W, VJs - Vision Impossible |
| 8     | 2011 | 19. listopad                      | O2 arena, Praha,                                    | Digital Madness               | Markus Schulz - Digital Madness                        | Above & Beyond, Ferry Corsten, Gareth Emery, John O'Callaghan, Markus Schulz, Michal Poliak, VJs - Vision Impossible |
| 9     | 2012 | 19. leden 2013                    | O2 arena, Praha,                                    | The Spiritual Gateway         | Markus Schulz - The Spiritual Gateway                  | Chicane (Live), Grube & Hovsepian, KhoMha, Markus Schulz, Michal Poliak, Ummet Ozcan, W&W, VJs - Vision Impossible |
| 10    | 2013 | 30. listopad                      | O2 arena, Praha,                                    | The Machine Of Transformation | Markus Schulz - The Machine Of Transformation          | Arnej, Cosmic Gate, Markus Schulz, Ørjan Nilsen, Sneijder, Tomas Heredia, The Thrillseekers (Transmix), Thomas Coastline (warm-up), VJs - Vision Impossible |
| 11    | 2014 | 15. březen                        | Ondrej Nepela Arena, Bratislava,                    | The Spiritual Gateway         | Markus Schulz - The Spiritual Gateway                  | Aly & Fila, Markus Schulz, Nifra, Ørjan Nilsen, Pico, Rank 1, Ummet Ozcan, VJs - Vision Impossible |
| 12    | 2014 | 25. říjen                         | O2 arena, Praha,                                    | Seven Sins                    | Markus Schulz - Seven Sins                             | Alex M.O.R.P.H., Bryan Kearney, Giuseppe Ottaviani, John O'Callaghan, Markus Schulz, Photographer, Solarstone, Rank 1 (Transmix), Thomas Coastline (warm-up), VJs - Vision Impossible |
| 13    | 2015 | 21. listopad                      | O2 arena, Praha,                                    | The Creation                  | Markus Schulz & Nifra - The Creation                   | Aly & Fila, Andrew Rayel, Bryan Kearney, Jorn van Deynhoven, Markus Schulz, MaRLo (Tech-Energy set), Airwave (Transmix), Driftmoon with Kim Kiona & Eller van Buuren & Koen Herfst, Thomas Coastline (warm-up)                                                                                  |
| 14    | 2016 | 2. červenec                       | Hisense Arena, Melbourne,                           | The Spiritual Gateway         | Markus Schulz - The Spiritual Gateway                  | Allen & Envy, Ben Nicky, Markus Schulz, Sam Jones, Vini Vici, Will Atkinson, VJs - Vision Impossible |
| 15    | 2016 | 29. říjen                         | O2 arena, Praha,                                    | The Lost Oracle               | Markus Schulz - The Lost Oracle                        | Driftmoon b2b ReOrder, Ferry Corsten, pres. Gouryella, John O'Callaghan, Orkidea, Markus Schulz, MaRLo, Vini Vici, Thomas Coastline (warm-up), VJs - Vision Impossible |
| 16    | 2017 | 10. březen                        | BITEC, Bangkok,                                     | The Lost Oracle               | Markus Schulz - The Lost Oracle                        | Aly & Fila, Bryan Kearney, Driftmoon, Ferry Corsten, pres. Gouryella, John O'Callaghan, Markus Schulz, Omnia, LonSkii (warm-up), VJs - Vision Impossible |
| 17    | 2017 | 30. září                          | Etihad Stadium, Melbourne,                          | The Lost Oracle               | Markus Schulz - The Lost Oracle                        | Aly & Fila, Driftmoon, Ferry Corsten, pres. Gouryella 2.0, Frontliner, Mandragora, Markus Schulz pres. Dakota, Sneijder, Marcus Santoro (warm-up), VJs - Vision Impossible |
| 18    | 2017 | 25. listopad                      | O2 arena, Praha,                                    | The Spirit Of The Warrior     | Markus Schulz pres. Dakota - The Spirit Of The Warrior | Aly & Fila, Coming Soon!!!, Driftmoon, Ferry Corsten, pres. Gouryella 2.0, Markus Schulz pres. Dakota, Sander van Doorn pres. Purple Haze, Simon Patterson, Super8 & Tab, Thomas Coastline (warm-up), VJs - Vision Impossible                                                                   |
| 19    | 2018 | 17. březen                        | BITEC, Bangkok,                                     | The Spirit Of The Warrior     | Markus Schulz pres. Dakota - The Spirit Of The Warrior | Aly & Fila, Ben Nicky, Ferry Corsten, pres. Gouryella 2.0, Jordan Suckley, John O'Callaghan & Bryan Kearney pres. KEY4050, Markus Schulz pres. Dakota, The Thrillseekers pres. Hydra, Driftmoon & Geronimo Snijtsheuvel (Opening Ceremony), LonSkii (warm-up), VJs - Vision Impossible          |
| 20    | 2018 | 14.–15. červenec                  | Airbeat One Festival, Neustadt-Glewe,               | The Spirit Of The Warrior     | Markus Schulz pres. Dakota - The Spirit Of The Warrior | Above & Beyond, Cold Blue, Darren Porter, Driftmoon, Ferry Corsten pres. Gouryella 2.0, Grum, Ilan Bluestone, Markus Schulz, MaRLo, Orkidea, Solarstone & Giuseppe Ottaviani pres. Pure NRG (Live), Sneijder, Stoneface & Terminal, Super8 & Tab, VJs - Vision Impossible                       |
| 21    | 2018 | 8. srpen                          | National Exhibition and Convention Center, Šanghaj, | The Spirit Of The Warrior     | Markus Schulz pres. Dakota - The Spirit Of The Warrior | Aly & Fila, Andy Moor, BT, Driftmoon, Luminn B2B Poe, Ørjan Nilsen, Sander van Doorn pres. Purple Haze, Simon Patterson, VJs - Vision Impossible |
| 22    | 2018 | 27. říjen                         | O2 arena, Praha,                                    | The Awakening                 | Markus Schulz - The Awakening                          | Above & Beyond, Liquid Soul, Markus Schulz, Paul van Dyk, Vini Vici, Grum, Ilan Bluestone, Thomas Coastline (warm-up), VJs - Vision Impossible |
| NA    | 2019 | 9. únor                           | Jakarta,                                            | The Awakening                 |                                                        | Konání Transmission festivalu v Indonésii v roce 2019 bylo nakonec kvůli politické situaci v zemi zrušeno. |
| 23    | 2019 | 16. březen                        | Sydney Showground, Sydney,                          | The Awakening                 | Markus Schulz - The Awakening                          | Above & Beyond, AVAO, Ilan Bluestone, Marcus Santoro, MaRLo, Sander van Doorn pres. Purple Haze, Simon Patterson, Vini Vici, VJs - Vision Impossible |
| 24    | 2019 | 12. říjen                         | O2 arena, Praha,                                    | Another Dimension             | Giuseppe Ottaviani & Driftmoon - Another Dimension     | Blastoyz, Cosmic Gate, Darren Porter, Giuseppe Ottaviani LIVE 2.0, John O'Callaghan & Bryan Kearney pres. KEY4050, MaRLo, Ferry Corsten pres. System F, Thomas Coastline (warm-up), VJs - Vision Impossible                                                                                     |
| 25    | 2020 | 8. únor                           | Sydney Showground, Sydney,                          | Another Dimension             | Giuseppe Ottaviani & Driftmoon - Another Dimension     | Ben Nicky, Darren Porter, Gareth Emery, MaRLo, NWYR, Orkidea, Paul van Dyk, Sneijder, VJs - Vision Impossible |
| 26    | 2021 | 11. září (přesunuto z 24.10.2020) | O2 arena, Praha,                                    | Behind The Mask               | N/A                                                    | Aly & Fila, Jorn Van Deynhoven, Gareth Emery, Markus Schulz (Rabbit Hole set), Paul van Dyk, Rodg, Whiteno1se, Proggyboy (warm-up), VJs - Vision Impossible |
| 27    | 2022 | 17. září                          | Flemington Racecourse, Melbourne,                   | Behind The Mask               | N/A                                                    | Ferry Corsten, Giuseppe Ottaviani LIVE 3.0, Markus Schulz (Rabbit Hole set), MaRLo, Rank 1 (Classics), Taglo, Vini Vici, Achilles (warm-up), VJs - Vision Impossible |
| 28    | 2022 | 29. říjen                         | Ergo Arena, Gdaňsk,                                 | Behind The Mask               | Daxson - Behind The Mask                               | Darren Porter, Daxson, Indecent Noise b2b onTune, John O'Callaghan & Bryan Kearney pres. KEY4050, MaRLo, Roger Shah, Vini Vici, ProggyBoy (warm-up), VJs - Vision Impossible |
| 29    | 2023 | 11. únor                          | Sydney Showground, Sydney,                          | The Spirit Of The Warrior     | N/A                                                    | Armin van Buuren, Vini Vici, Will Atkinson, Gareth Emery, Jeffrey Sutorius, AVAO, XiJaro & Pitch, Taglo, VJs - Vision Impossible |
| 30    | 2023 | 23. říjen                         | BITEC, Bangkok,                                     | The Awakening                 | N/A                                                    | Blastoyz, Cosmic Gate, Daxson, MaRLo (Tech Energy), Stoneface & Terminal (Hybrid Live), Ferry Corsten pres. System F, Will Atkinson, Xijaro & Pitch, Jonnie B (warm-up), VJs - Vision Impossible                                                                                                |
| 31    | 2023 | 28. říjen                         | Ergo Arena, Gdaňsk,                                 | The Awakening                 | N/A                                                    | Bryan Kearney, Cold Blue, Markus Schulz, MaRLo (Tech Energy), Nifra, Paul van Dyk, Sneijder, Indecent Noise pres. DISCO19 (warm-up), VJs - Vision Impossible |
| 32    | 2023 | 2. prosinec                       | GelreDome, Arnhem,                                  | Elysium                       | Daxson - Elysium                                       | Above & Beyond, Daxson, Giuseppe Ottaviani, Markus Schulz, MaRLo (Tech Energy), Super8 & Tab, Vini Vici, XiJaro & Pitch, Driftmoon (warm-up) |
| 33    | 2024 | 10. březen                        | Flemington Racecourse, Melbourne,                   | Elysium                       | Daxson - Elysium                                       | Andrew Rayel (Producer Set), Blastoyz, Cosmic Gate, Daxson, John O'Callaghan & Bryan Kearney pres. KEY4050, Markus Schulz (Rabbit Hole set), Paul van Dyk, Snijder pres. ALT1, Taglo (warm-up)                                                                                                  |
| 34    | 2024 | 15. červen                        | O2 arena, Praha,                                    | Elysium                       | Daxson - Elysium                                       | Cosmic Gate, Craig Connelly, Daxson, RAM & Richard Durand pres. Digital Culture, Driftmoon pres. Vintage Pure Transmix, Markus Schulz, Orjan Nilsen & Mark Sixma pres. Nilsix, Paul van Dyk, Dusk (warm-up)                                                                                     |
| 35    | 2024 | 12. říjen                         | BITEC, Bangkok,                                     | Elysium                       | Daxson - Elysium                                       | RAM & Richard Durand pres. Digital Culture, Driftmoon pres. Vintage Pure Transmix, John O'Callaghan & Bryan Kearney pres. KEY4050, Markus Schulz (Rabbit Hole set), Ben Nicky pres. Emotional Havoc, John Askew & Activa pres. AA Meeting, Maddix, Ruben de Ronde, Yoshi & Razner pres. Genesis |
| 36    | 2025 | 12. duben                         | GelreDome, Arnhem,                                  | TBA                           | TBA                                                    | Craig Connelly, Daxson, RAM & Richard Durand pres. Digital Culture, Driftmoon pres. Vintage Pure Transmix, Ferry Corsten pres. Gouryella, Markus Schulz, Paul van Dyk, VJs - Vision Impossible, more TBA                                                                                        |
| 37    | 2025 | 9. srpen                          | Dance Valley Festival, Spaarnwoude,                 | TBA                           | TBA                                                    | Charly Lownoise & Mental Theo, Daxson, Driftmoon, Ferry Corsten, Giuseppe Ottaviani, Markus Schulz, XiJaro & Pitch |